# Oliver Kern
Oliver Kern (Schwäbisch Gmünd, Alemania, 1970) es un pianista alemán de música clásica. Considerado especialista en Beethoven y Brahms.

## Biografía
Oliver Kern comenzó sus estudios de piano en su localidad natal a la edad de cinco años. Se graduó en piano, dirección de orquesta y dirección de coro en la Staatliche Hochschule für Musik de Stuttgart bajo la dirección de Wan Ing Ong. Continuó curso de especialización de piano con Rudolf Buchbinder y Karl-Heinz Kämmerling en la Musik-Akademie de Basilea y el Mozarteum de Salzburgo.
En 2008 fue profesor en la Hanyang University de Seúl, desde 2008 a 2012 en la Hochschule für Musik und Theater de Hamburgo y desde 2012 en el Hochschule für Musik und Darstellende Kunst de Frankfurt.
Ha ganado numerosos premios y tocado en prestigiosas salas de conciertos por todo el mundo, como la Musikverein y la Konzerthaus de Viena, la Schauspielhaus de Berlín, la Musikhalle de Hamburgo, la Herkulessaal de Múnich, la Salle Gaveau de París, el Auditorium St. Cecilia de Roma, la Century Hall de Pekín, el Saitama Arts Centre de Tokio o el Seoul Arts Center.
Ha tocado junto con importantes orquestas como la Nueva Orquesta Filarmónica de Japón, la Orquesta Sinfónica de Seúl, la Orquesta Sinfónica Nacional de China, o las orquestas sinfónicas de las radios de Berlín, Múnich, Hannover y Viena, con directores como Enrique Batiz, Dennis Russell Davies, Michael Stern, Lü Jia, Marc Soustrot, Gerard Oskamp y Dimitri Yablonski.
Ha grabado conciertos para la radio y la televisión en Alemania, Austria, Francia, Italia y Japón, y CD con obras de Beethoven, Brahms, Chopin, Ravel, Schubert, Schhumann, Scriabin y Stravinsky.

## Premios
- Primer Premio en el XIV Concurso Internacional de Piano Nueva Acrópolis, ahora Concurso Internacional de Piano Delia Steinberg, en Madrid (España), en 1995.[3]
- Primer Premio en el Concurso Internacional de Piano Serghej Rachmaninoff en Morcone (Italia), en 1995.
- Primer Premio en el Concurso Internacional de Piano Francesco Paolo Neglia en Enna (Italia), en 1995.
- Primer Premio en el Concurso Internacional Brahms en Pörtschach (Austria), en 1996.
- Primer Premio y Premio de Música de Cámara en el Concurso Internacional de Piano Città di Senigallia (Italia), en 1997.
- Galardón en el Deutscher Musikwettbewerb en Berlín (Alemania) en 1997.
- Segundo Premio en el Concurso Internacional de Piano en Hamamatsu (Japón), en 1997.
- Primer Premio en el Concurso Internacional de Marsala (Italia), en 1998.
- Primer Premio en el Concurso Internacional de Piano Mauro Paolo Monopoli en Barletta (Italia), en 1999.
- Segundo Premio en el Concurso Internacional ARD en Múnich (Alemania), en 1999.
- Segundo Premio en el Concurso Internacional de Piano en Pekín (China), en 1999.
- Primer Gran Premio en el Encuentro Internacional de Jóvenes Pianistas en París (Francia), en 2000.
- Primer Premio y Premio “Gonda Weiner” por la mejor interpretación de una sonata de Beethoven en el Concurso Internacional Beethoven en Viena (Austria), en 2001.